# Congreso de Soberanía Tecnológica
El Congreso de Soberanía Tecnológica (Sobtec) es un lugar de encuentro de activistas, académicos y expertos, que estudia cuál es el impacto social de las tecnologías sobre los derechos y las libertades fundamentales de la ciudadanía, desde un punto de vista interdisciplinar y con una clara voluntad divulgativa.

## Historia
El Congreso de Soberanía Tecnológica se celebra en Barcelona, desde el 2016, con periodicidad anual. Está organizado por el llamado «Grupo Promotor para la Soberanía Tecnológica», el cual agrupa diversas organizaciones y colectivos. Así, la primera edición del congreso contó con el apoyo de los yayoflautas, la plataforma Stop Pujades y la ONG Setem, entre otros. El programa del encuentro cuenta con charlas y mesas redondas sobre temáticas tan diversas como el software libre, la seguridad en la red, las nuevas tecnologías o la violencia machista. La asistencia al congreso es gratuita y abierta a todo el mundo.
El Congreso de Soberanía Tecnológica nació como una alternativa ética al Mobile World Congress, el gran congreso de la telefonía móvil que también se celebra anualmente en Barcelona.

## Sedes del congreso
- 2016, Centre Cívic Joan Oliver-Pere Quart
- 2017 a 2020, Lleialtat Santsenca